# Meikyū
Meikyuu es álbum debut de la cantante japonesa Hayami Kishimoto, producido por Dr.Terachi y Pierrot Le Fou fue lanzado el 10 de septiembre de 2003 bajo el sello Giza Studio. El álbum se ubicó en el puesto #16 en la lista de ventas.

## Detalles
Este primer álbum de Hayami Kishimoto tiene 11 pistas y contiene las canciones del 1st single MeiQ!? - Meikyu - Make You junto con la versión remix de la canción principal y el 2nd single Ai Suru Kimi ga Soba ni Ireba.

## Lista de canciones
1. «MeiQ!? - Meikyu - Make You»
2. «Kamawanaide»
3. «Ai Suru Kimi ga Soba ni Ireba»
4. «Onaji Sekai de»
5. «SODA POP»
6. «Aitakute»
7. «Reigning Star»
8. «Open Your Heart»
9. «Yes Or No?»
10. «Kioku»
11. «MeiQ!? - Meikyu - Make You» - 883 Upper's Mix